# Ludwik Stefański
Ludwik Stefański (Cracòvia, 14 de juliol, 1917 - Idem., 28 d'agost, 1982), fou un pianista i professor polonès.

## Biografia
Va ser un dels seus germans músics (Krystyna – violinista, Tadeusz – pianista i compositor, Stanisław – violoncel·lista, Mikołaj – pianista, organista).
Entre els anys 1932 i 1934, juntament amb els seus germans, va estar becat a Itàlia, on va estudiar piano amb Nino Rossi i composició amb Cezare Nordio. El 1938, va tornar a Polònia amb la seva família. Durant la guerra, va actuar en concerts secrets i va donar classes de piano. Després de la guerra, va ensenyar a l'Escola Superior de Música i va fer concerts en duet amb la seva dona, la pianista Halina Czerny-Stefańska, actuant a Polònia i a l'estranger. Des del 1948 fins a la seva mort, va ser professor a l'Acadèmia de Música de Cracòvia. El 1970 va rebre el títol de professor. Va dirigir classes magistrals a Europa i Japó. Entre els seus alumnes hi havia: Kazimierz Kord, Krzysztof Penderecki, Krzysztof Missona, Bogusław Schaeffer, Jerzy Łukowicz, Stefan Wojtas, Maria Rydzewska, Kevin Kenner, Ludmiła Weber-Zarzycka, Leszek Bartkiewicz, Jawor Małogor Sjakko, Jerzy Łukowicz, Endō, Okitaka Uehara, Ewa Bukojemska.
El 1980, va ser guardonat amb el Premi de la Ciutat de Cracòvia per "promoure la cultura musical i la tasca pedagògica".
Va interpretar obres de W.A. Mozart i L. van Beethoven, així com de Fryderyk Chopin. A la dècada de 1960, va gravar per a Polskie Nagrania i la Ràdio Polonesa. Hi ha una sala que porta el seu nom a l'Acadèmia de Música de Cracòvia; també se celebra el Concurs Halina Czerny-Stefańska i Ludwik Stefański per a Joves Pianistes a Płock.
Va ser enterrat al Carreró dels Beneïts del cementiri de Rakowicki a Cracòvia (secció LXIX, zona A-I-13).

## Discografia
- Chopin – Obres completes – Rondos i altres, Halina Czerny-Stefańska i Ludwik Stefański, Muza SX0077 (1960)[3]
- Chopin – Obres completes – Poloneses per a joves, op. Posth., Halina Czerny-Stefańska i Ludwik Stefański, Muza SX0078